# 原在中

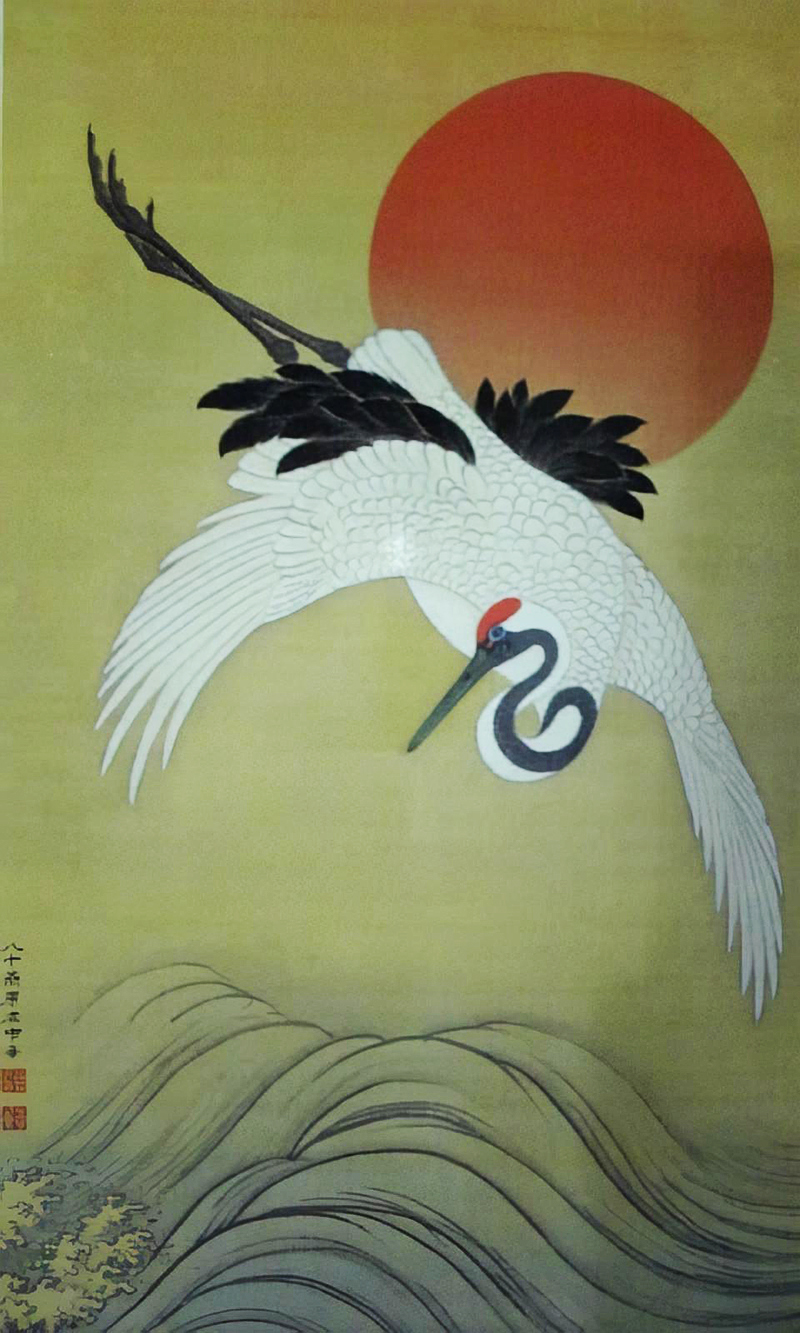
一品當朝図（ニューオータニ美術館所蔵）

原 在中(はら ざいちゅう、寛延3年（1750年） - 天保8年11月15日（1837年12月12日）)は、江戸時代後期の絵師。名は致遠、字は子重。在中は号で、別号は臥遊。原派の祖。

## 伝記

### 師兄
京都出身。先祖は若狭国小浜出身で、生家は医師だったが、在中が絵師となったことで、原家は絵を家業とするようになった。あるいは、若狭国小浜藩主酒井氏に仕えた奥医師・原某の娘が藩主の子を孕み、それが父・原性圓ともいう。師は石田幽汀、あるいは円山応挙とも、両者を折衷して初め幽汀に学び、一時兄弟子の応挙についたとする説もある。『古画備考』によると、応挙没後、在中は自分は応挙の弟子ではないと
し、これに腹をたてた岸駒が応挙の子・円山応瑞のところに行って門人帳を調べると、在中の自筆で入門と名簿に書いてあったという。実際、大乗寺に残る円山派の門人名簿には、「原在中」や「岸駒」の名が記されている。
反面、在中の画風に応挙の影響は強くは認められず、応挙一門が総力をあげた2度にわたる大乗寺障壁画制作にも在中は参加していない。今日にも多くの大作を残す在中が応挙の弟子ならば、当然師弟関係を示す資料がもっと多く見出せるはずで、応挙十哲の一人にも数えられたであろうことを踏まえると、どちらとも断じ難い。また、仏画を山本探淵に学んだという。

### 画歴
在中26歳に当たる安永4年（1775年）版『平安人物誌』には、応挙、伊藤若冲、池大雅、与謝蕪村、望月玉仙、呉春、曾我蕭白などに伍して載せられており、当時すでに一家として認められていた。寛政2年（1790年）の禁裏造営にも、狩野派や土佐派の絵師や、応挙、源琦、長沢芦雪、岸駒、田中訥言らと共に障壁画制作に参加している。文化10年（1813年）頃に出版された『平安画工視相撲』では、一方の大関・岸駒に続いて関脇に記されており、当時の京都画壇の中心的存在だったことが分かる。文化・文政期には、大寺社の障壁画を多く揮毫しており、それらの多くは中国や日本の古画に倣っている。晩年の作品も残っているが、それらは細密な筆致と明麗な彩色がなされており、老いても筆力の渋滞や衰えは感じさせない。天保8年（1837年）死去。墓所は中京区寺町通三条上ルの天性寺。

## 画風
江戸後期の多くの絵師がそうであるように、寺々を訪ねて元、明の古画や、狩野元信や永徳らの名画を独学し、また土佐派の細密な色彩や同時代の応挙の写実的表現を取り入れ、原派と呼ばれる一派を形成した。長寿だったこともあって作品がよく残り、画域も広い。山水、人物、花鳥、走獣などを、漢画と大和絵など多彩な画法で描きこなした。仏画、神像、肖像、絵馬なども巧みで、障壁画の大作でも画面を破綻なくまとめている。また、有職故実を研究し、心学者の手島堵庵と交流したという。
長男・原在正、次男・原在明、三男・原在善、四男・原在親（梅戸在親）。長男・在正が勘当されたため次男の在明(33歳で没)が家督を継ぎ、原派は原在照、原在泉と続く。他の弟子に高倉在考など。

## 代表作
| 作品名                 | 技法           | 形状・員数        | 寸法（縦x横cm）          | 所有者                                   | 年代                     | 落款・落款                                                            | 備考 |
| ---------------------- | -------------- | ----------------- | ------------------------ | ---------------------------------------- | ------------------------ | --------------------------------------------------------------------- | --- |
| 百鬼夜行図屏風         | 紙本著色       | 六曲一双          | 72.0x227.0（各）         | 大倉集古館                               | 1778年（安永7年）        | 款記「平安原致遠」/「原」「中」朱文連印                               | 大徳寺の塔頭・真珠庵所蔵「百鬼夜行絵巻」を色や形まで忠実になぞりつつも、行列の順序を変え屏風絵に構成し直した作品。 |
| 慈雲尊者巌上坐禅像     |                | 1幅               |                          | 高貴寺                                   | 1783年（天明3年）        |                                                                       | 慈雲賛 |
| 楊貴妃骨相図           |                | 1幅               |                          | 高貴寺                                   | 1783年（天明3年）        |                                                                       | 慈雲賛 |
| 覇王別姫図             |                | 1幅               |                          | 三の丸尚蔵館                             | 1785年（天明5年）        |                                                                       | |
| 御蔭祭図巻             | 紙本著色       | 1巻               | 38.5x707.2               | 香雪美術館寄託                           | 1785年（天明5年）        | 款記「乙巳冬 在中」                                                   | |
| 簗魚図                 | 紙本淡彩       | 襖10面            |                          | 三時知恩寺書院                           | 1790年（寛政2年）        |                                                                       | |
| 両界種子曼荼羅         |                | 2幅               |                          | 高貴寺                                   | 1791年（寛政3年）        |                                                                       | |
| 神馬図絵馬             | 板絵著色       | 絵馬1面           | 176x206.5                | 今宮神社                                 | 1796年（寛政8年）        |                                                                       | |
| 東山三十六峯図巻       | 紙本淡彩       | 1巻               |                          | 京都府立総合資料館（京都文化博物館管理） | 1803年（享和3年）        | 款記「享和三年癸亥春三月 原在中寫真」                                 | 真景図 |
| 旧西明寺襖絵           |                | 襖4面             |                          | 大阪市立美術館                           | 1808年（文化5年）        |                                                                       | |
| 冷泉為泰図             | 絹本著色       | 1幅               | 75.1x36.6                | 冷泉家                                   | 1815年（文化12年）頃     |                                                                       | |
| 相国寺方丈障壁画       | 紙本淡彩       | 襖64面            |                          | 相国寺                                   | 1819年（文政2年）        |                                                                       | 内訳は、「普陀落図」24面、「琴棋書画図」20面、「群仙図」20面。                                                     |
| 三玄院客殿障壁画       |                | 襖31面            |                          | 大徳寺塔頭三玄院                         | 1820年（文政3年）        |                                                                       | 内訳は「猿猴図」5面、「花鳥図」8面、「波に虎図」襖14面、「芦雁図」8面、「雪景山水図」6面。                         |
| 旭日波濤の図           |                | 壁画4面           | 2面：210x281 2面：31x281 | 高野山西室院                             | 1821-22年（文政4-5年）   |                                                                       | |
| 高野山常喜院襖絵       |                |                   |                          |                                          |                          |                                                                       | |
| 渓流菊花図             |                | 六曲一双          | 149x210（各）            | 醍醐寺                                   | 1822年（文政5年）        |                                                                       | |
| 冷泉為章図             | 紙本著色       | 1幅               | 89.4x41.8                | 冷泉家                                   | 1822年（文政5年）以前    |                                                                       | 為章の寿像 |
| 舟行訪隠図             | 紙本墨画淡彩   | 襖4面             |                          | 仁和寺奥座敷                             | 1824年（文政7年）        | 落款「七十五歳翁原在中画」/「原致遠字子重」白文方印・「在中」朱文方印 | 京都市指定登録文化財（美術工芸）。仁和寺の奥座敷全20面を在中ほか、谷文晁、東東洋、森徹山、岸駒らが4面ずつ制作。    |
| 四季花鳥図屏風         |                | 八曲一隻          |                          | 仁和寺                                   | 1829年（文政12年）       |                                                                       | |
| 花鳥図屏風             | 紙本著色       | 六曲一双          | 109x304.5（各）          | 聖護院                                   | 1829年（文政12年）1829年 |                                                                       | |
| 波に鶴・竹に鶴図       |                | 二曲一双          | 168.5x183.5（各）        | 真珠庵                                   | 1829年（文政12年）       |                                                                       | |
| 高山彦久郎画像         |                | 1幅               | 82.4x28.4                | センチュリー文化財団                     | 1835年（天保8年）        | 款記「仲縄翁像 八十六翁原在中」/「臥游」朱文長方印                    | |
| 建仁寺開山堂方丈障壁画 |                |                   |                          | 建仁寺                                   |                          |                                                                       | 内訳は「松鶴図」16面、「花鳥図」14面、「山水図」10面。                                                             |
| 真如寺客殿障壁画       | 紙本墨画・著色 | 襖29面・壁貼付1面 |                          | 真如寺                                   |                          |                                                                       | 内訳は、「四季花卉図」著色・襖7面、「西胡図」墨画・襖12面、「雀朝顔図」著色・襖6面壁貼付1面、「松に猿猴図」襖4面。 |
| 観音三十三身図         |                |                   | 145x54（各）             | 酬恩庵                                   |                          |                                                                       | |
| 百鬼夜行図絵巻         |                | 1巻               |                          | 大阪市立美術館                           |                          |                                                                       | 望月信成寄贈 |

## 参考資料
- 『美と工芸 特集 原在中』第205-6-7号、京都書院、1974年
- 京都府立総合資料館編集 『原在中とその流派展』 京都府立総合資料館友の会、1976年
- 松尾勝彦 「原在中研究」『美術史』114号Vol.32No.2 美術史學舎、1983年5月
- 源豊宗監修、佐々木丞平編 『京都画壇の一九世紀 第2巻 文化・文政期』 思文閣出版、1994年 ISBN 4-7842-0838-0